# Estádio Zenor Pedrosa Rocha
Estádio Zenor Pedrosa Rocha – stadion piłkarski, w Nova Venécia, Espírito Santo, Brazylia, na którym swoje mecze rozgrywa klub Veneciano Futebol Clube.